# 5K
Il 5K è una risoluzione usata in genere per i monitor dei computer, e, come già successo con il 4K, il nome indica la sua risoluzione orizzontale che equivale per l'appunto ai 5.000 pixel. La risoluzione più comune del 5K è 5120 × 2880, con un aspect ratio di 16:9 con circa 14,7 milioni di pixel (poco più di sette volte il numero di pixel del Full HD 1080p). Questa risoluzione non è un formato standard per televisione digitale o cinema digitale, che dispongono invece di risoluzioni a 4K e 8K.
In confronto al 4K UHD (3840 × 2160), il 16:9 della risoluzione 5K (5120 × 2880) offre 1.280 colonne extra e 720 linee in più di superficie espositiva, con un incremento del 33,33% in ogni dimensione. Questa area di visualizzazione aggiuntiva può consentire ai contenuti 4K di essere visualizzati alla risoluzione nativa senza riempire l'intero schermo, il che comporterà un editing video migliore, eliminando la necessità di ridurre la risoluzione delle anteprime dei contenuti. 
A partire dal 2016, il formato 1080p diventa lo standard HD mainstream. Tuttavia, c'è stato un rapido aumento di contenuti multimediali distribuiti con risoluzione 4K e anche in risoluzione 5K. I servizi di streaming online come Netflix e Amazon Video hanno adottato il 4K già dal 2014 e stanno espandendo tuttora la loro collezione di video a risoluzione 4K.

## Storia

### Prima fotocamera con risoluzione 5K
Il 14 aprile 2008, Red Digital Cinema Camera Company ha lanciato una delle prime fotocamere in grado di catturare video a risoluzione 5K. RED EPIC utilizza il sensore Mysterium X, che ha una risoluzione di 5120 × 2700 ed è in grado di catturare video fino a un framerate di 100 fps. Le telecamere con risoluzione 5K sono utilizzate occasionalmente per registrare film in cinematografia digitale. Alcuni apparecchi fotografici, come le reflex digitali possono superare la risoluzione 5K durante la cattura delle immagini, ma non durante la cattura video. Ad esempio, la Canon EOS 6D annunciata nel settembre 2012 ha una risoluzione massima di 5472 × 3648 pixel (circa 20 megapixel in un rapporto di 3:2) che viene utilizzata per alta risoluzione con immagini fisse, ma si possono catturare anche video a una risoluzione massima di 1920 × 1080.

### Prima TV con risoluzione 5K
Nel 2014, Samsung ha presentato un televisore da 105 pollici con display OLED curvo (modello UN105S9W) al CES 2014. Anche se Samsung ha elencato il UN105S9W nella lista delle TV 4K UHD, la sua risoluzione nativa è di 5120 × 2160, il display quindi è considerato a tutti gli effetti uno schermo 5K a causa del suo numero di pixel orizzontali.

### Primo monitor con risoluzione 5K
Il 5 settembre 2014, Dell ha presentato il primo monitor con risoluzione 5K, la UltraSharp UP2715K. Questo monitor ha uno schermo da 27 pollici con una risoluzione di 5120 × 2880. Il monitor supporta solo il DisplayPort 1.2, che è limitato a 5120 × 2880 a 30 Hz. Per ovviare a questo, nell'UP2715K è stato implementato poi un sistema grazie al quale la larghezza di banda delle due connessioni DisplayPort potrebbero essere combinati per raggiungere i 60 Hz, utilizzando una modalità picture-by-picture per trattare virtualmente il display come due piccoli monitor 2560 × 2880.

## Esempi di risoluzione 5K
| Risoluzione | Rapporto d'aspetto | Pixel totali |
| ----------- | ------------------ | ------------ |
| 5120 × 2160 | 21:9               | 11.06 Mpx    |
| 5120 × 2700 | 19:10              | 13.82 Mpx    |
| 5120 × 2880 | 16:9               | 14.75 Mpx    |
| 5120 × 3200 | 16:10              | 16.38 Mpx    |
| 5120 × 3840 | 4:3                | 19.66 Mpx    |
| 5120 × 4096 | 5:4                | 20.97 Mpx    |